# Železná košile
Železná košile je česká povídka, kterou napsal Václav Rodomil Kramerius v roce 1831. Povídka je pojmenována podle ústředního motivu, a to podle mučicího mechanismu v železné kobce, do níž je hlavní hrdina Vivenccio uvrhnut. Tento mechanismus, označovaný také jako Železná košile, je vězeňská cela, která se smršťuje, aby vězně nakonec rozmačkala. Předlohou pro Železnou košili by mohla být povídka od Williama Mudforda The Iron shroud neboli v překladu Železný rubáš. Objevuje se zde stejný námět jako v Železné košili, a to zmenšující se místnost.
Tuto krátkou prózu (její rozsah činí pouhých 15 stran) s hororovými prvky lze najít v Krameriově výboru Knížky lidového čtení. Výbor obsahuje sedm povídek, a to Opatovický poklad, Kšaft, Železná košile, Vladimír, Velmi kratochvilná historie o Popelce, Život, činové a do pekla vzetí znamenitého a pověstného čarodějníka a kouzelníka doktora Jana Fausta, Znamenité a podivné příhody pana Prášílka. Kramerius navázal na německý dobrodružný a hororový román. Pravděpodobně se inspiroval i skutečnými událostmi. Knížky lidového čtení byly v dřívějších dobách pojmenování obecného žánru – spadaly sem především zábavné příběhy. Často se objevovaly dobrodružné, hororové či romantické prvky, někdy autor povídky zakončil morálně poučným závěrem. Jednalo se o primitivní žánr, avšak u nás sehrál během národního obrození velmi důležitou jazykovou úlohu; stal se součástí lidové slovesnosti. Tento žánr byl určen obyčejným lidem, a proto měl primitivní a dostupnou formu (nejen obsahově, ale i jazykově či formálně). Kramerius jich za svůj život vydal více než sto, avšak dochovalo se jich jen málo. Jeho cílem bylo vychovat národ k náročnější četbě.

## Děj
Mladý Vivenccio je zajmut svým hlavním nepřítelem – knížetem Tolfim. Tolfi ho uvrhne do železné kobky, kde se nachází sedm zamřížovaných oken. Nejprve se hrdina domnívá, že ho chce Tolfi nechat vyhladovět, avšak ráno zpozoruje potravu zanechanou v cele. Povšimne si, že zmizelo jedno ze sedmi oken, ale nejprve si myslí, že se mu to jen zdálo.
Během následující noci se snaží zastihnout toho, kdo mu přináší džbán a chléb, s nadějí, že ho přemluví, aby ho pustil. Aby si byl jistý, opře otýpku slámy o těžké dveře; kdyby je někdo otevřel, sláma by se pohnula. Nakonec však Vivenccia opět přemohl spánek. Ráno na něj opět čekal nový pokrm, i když sláma se ani nepohnula; dveře tak musely zůstat zavřené. S hrůzou si v té chvíli uvědomil, že místo původních sedmi oken je jich v místnosti už jen pět. Ačkoliv prohledal celou celu, nenašel žádné tajné padací dveře či něco podobného, odkud by mohl někdo přinášet čerstvou vodu a pokrmy.
Další noc zůstal Vivenccio opravdu vzhůru – pochodoval sem a tam, aby neusnul. Po půlnoci sice ucítil závan větru, ale nepřišel na to, odkud se bere voda. Zakopl přitom o starý džbán, ráno se mezi střepy však objevil nový. I páté okno zmizelo a zůstaly už jen čtyři. Dochází mu, jaký osud si pro něj Tolfi přichystal a proklíná ho, pláče a propadá trudnomyslnosti.
Ráno čtvrtého dne (zbývají poslední tři okna) si Vivenccio uvědomí, že se nezmenšuje jeho cela pouze na délku, ale zkracuje se i šířka a výška kobky. Nechce se ještě vzdát svého života, a tak si umíní, že v noci  – až mu neznámá osoba přinese nový džbán a pokrm  –  bude křičet o pomoc. Ani to mu však nepomohlo a následující ráno zbývala už jen dvě okna. Pokrm také někdo přinesl, aniž by vyslyšel jeho prosby.
Všiml si vzkazu, který v minulosti naškrábal Ludovico Sforza nad postel v kobce pro budoucí nešťastníky:
"Já Ludovíko Sforza, omámen penězi knížete Tolfi, vynaložil jsem práci a přemejšlení tří let, abych tuto pekelnou slávu umění svého zhotovil a vyvedl. Po dohotoveném díle zavedl mne sem jednou zrána nevěrný Tolfi – víc ďábel než člověk – pod záminkou, abych se přesvědčil sám o prospěšnosti práce své, a tu mne obětoval samého novému vražednému nálezu mé umělosti, abych takto ani nemohl tajemství vyzraditi, ni opět co podobného vyhotoviti. Odpustiž mu to milosrdné nebe, jakož i sám doufám, že mně, nástroji tak pekelného nápadu, odpuštěno bude! Bídníče, jenž toto čteš – buď kdo buď, uvrhni se na kolena svá a vzývej, jako já, toho o milosrdenství, jenž tobě sám jediný může síly dopřáti, by ses mohl pomstě Tolfiho, jeho vražednému nástroji s pokojnou myslí oddati, an budeš v málo hodinách rozmačkán, jako jím rozmačkán byl ten, jenž ho zhotovil!"
Nakonec se Vivenccio se svým osudem smířil, dokonce prožil radostný pocit, když pozoroval ze své cely sicilské pobřeží. V noci a i ráno zaslechl hluk, který byl velmi podobný válečné vřavě, ale netroufl si jen malinko doufat a navíc si nebyl zcela jist, že to pochází z ostrova, na kterém se nachází. Přišlo sedmé jitro a v cele zbývalo už jen jedno jediné okno, strop byl velmi nízký a kobka úzkou komůrkou. Smířlivě zůstal ležet na lůžku, modlil se a plakal. Cítil velké vyčerpání.
Boj se přibližoval stejně jako stěny a strop. Najednou se ozvala rána, otřásla se celá kobka a Vivenccio spadl na zem. Probudil se až na svém pohodlném lůžku obklopen sloužícími a přáteli. Pojedl a odpočinul si za dohledu lékaře a ráno se konečně dozvěděl, co se stalo.
Kavallo, Vivencciův přítel ve válce, mu prozradil, jak Vivenccia Tolfi zajal a jak ho nepřestali hledat. Spojenci Tolfiho – Grimaldi, Toldo a Banieri – se vzdali. Tolfi se probojoval zpět na svůj hrad a chtěl přeseknout lano se závažím, aby smrtící stroj v podobě kobky Vivenccia konečně umačkal. Tolfi však nechtíc přeťal druhé lano, které Vivenccia osvobodilo z krutých spárů Železné košile. Když si svůj omyl Tolfi uvědomil, skočil do propasti za závažím a zemřel.
Vivenccio se nakonec uzdravil, ale trudnomyslnosti se už nikdy nezbavil. Propustil všechny vězně na svobodu a rozkázal, aby železný žalář byl zničen a propast, kde leží mrtvý Tolfi, byla zasypána zemí.

## Pozice v české literatuře
Dílo je jedním z textů, které předznamenávají máchovský romantismus. Současně však tento obzor přesahuje, neboť napínavé prózy podobného typu publikoval jako další významný tvůrce až Jakub Arbes o čtyřicet let později.

## Interpretace

### Postavy
V celé povídce vystupuje jen velmi málo postav. Hlavním hrdinou je Vivenccio (Vivenčio), mladý italský šlechtic označován jako ozdobou Neapole. Krom hlavního hrdiny Vivenccia, zde hraje důležitou úlohu i kníže Tolfi, který se ovšem objeví jen ve vyprávění Kavalla. Kavallo je spolubojovník Vivencia. V závěru povídky převypráví Vivencciovi, co se dělo, když upadl do bezvědomí; čtenář díky tomu zná odpovědi na všechny důležité otázky. Pak zde jsou ještě zmíněny vedlejší postavy jako lékař, zbrojnoš, spojenci knížete. Vivenccio prochází proměnou, protože prožité hrůzy ho velmi traumatizují. V povídce je to však naznačeno pouze v posledních pár větách. Není zde prostor pro velký vývoj postavy, což souvisí s rozsahem a účelem této povídky. Podněty ze zábavné četby, mimo jiné hrdinu mučeného hrůzou z pomalu se blížícího konce, jsou však významné jako možná Máchova inspirace.
Próza je napsána v er-formě, autor se soustředí pouze na Vivenccia – je uplatněna fokalizace právě na Vivenccia; čtenář ví pouze to, co hlavní hrdina. Tato psychologická reduktivnost byla pro knížky lidové čtení typická, jak doložil Josef Čermák i v jejich starší vrstvě. Napětí je v textu budováno již od začátku – autor používá nejen krátké věty, ale i řečnické otázky a vykřičníky. Snaží se nahlížet do mysli Vivenccia a popsat, jak se cítí vězeň odsouzený k pomalé smrti. Osud hlavního hrdiny má však budit spíše sentimentální útrpnost než romantickou hrůzu.

### Časoprostor a motivy
Celý příběh se odehrává ve hradě na strmé skále u Sicílie s výhledem na propast s názvem Scyla. Hlavní hrdina se nachází téměř po celé vyprávění v kobce, která se neustále zmenšuje. Až v samotném závěru je hrdina z vězení osvobozen svými přáteli a dostává se na své pohodlné lůžko. Čas není v povídce blíže specifikován, je pouze rámován zmenšující se celou a odehrává se zhruba sedm dní. Mezi opakující se motivy patří blouznění ve snech a promluvy hlavního hrdiny, kdy vede rozhovory sám se sebou či Bohem. Krom toho zde je motiv, kdy s každou další nocí mizí jedno ze sedmi oken, čímž se Vivencciovi odpočítává čas do jeho smrti. Oproti Mudfordovu dílu je však evokace prostoru jen omezená.

## Podobnost s Jámou a kyvadlem od E. A. Poea
Lze si všimnout podobnosti mezi povídkou Železná košile (1831) od Václava Rodomila Krameria a povídkou Jáma a kyvadlo (1842) od Edgara Allana Poea. Jelikož povídka Železná košile vznikla dříve než Jáma a kyvadlo, je nesmyslné si myslet, že se Kramerius inspiroval Poem. Je zcela nepravděpodobné, že by měl Poe možnost číst Železnou košili a to především kvůli jazykové bariéře. Je však možné, že se mohli oba dva autoři inspirovat stejným zdrojem – povídkou od Williama Mudforda The Iron Shroud (v překladu Železný rubáš). Mudford ji nechal otisknout v srpnu roku 1830 v časopisu pro romantiky Blackwood's Magazine. V Železném rubáši je hlavní hrdina také Italem uvězněným ve zmenšujícím se žaláři. Železný rubáš však na rozdíl od Železné košile končí tragicky.